# Конвой SC 19
Конвой SC 19 (англ. Convoy SC 19) — конвой транспортних і допоміжних суден у кількості 28 одиниць, у супроводженні одинадцяти кораблів ескорту, який прямував від канадського Сіднея (від острову Кейп-Бретон) до Ліверпуля та інших морських портів Британії. Конвой був одним з системи великих транспортних конвоїв, що рушили Атлантикою під кодом SC (повільний конвой — англ. Slow Convoy) і вийшов від берегів Канади 12 січня 1941 року. На переході Атлантичним океаном від конвою відстали деякі судна. 29 січня він був перехоплений німецькими U-Boot 7-ї флотилії. У нападі, що відбувся, конвой втратив з 19 суден, що залишилися у похідному ордері 7 суден — шість затопили німецькі підводники та ще одне — патрульний літак Focke-Wulf Fw 200 «Condor».

## Кораблі та судна конвою SC 19

### Транспортні судна
Позначення
| Назва                     | Прапор             | Тоннаж (GRT) | Прим.                                                                                            |
| ------------------------- | ------------------ | ------------ | ------------------------------------------------------------------------------------------------ |
| Aikaterini (1913)         | Королівство Греція | 4 929        | 29 січня 1941 року потоплено U-93                                                                |
| Baltara (1918)            | Велика Британія    | 3 292        |                                                                                                  |
| Barrhill (1912)           | Велика Британія    | 4 972        |                                                                                                  |
| Basil (1928)              | Велика Британія    | 4 913        | Судно командора конвою                                                                           |
| Brynhild (1907)           | Велика Британія    | 2 195        |                                                                                                  |
| Carperby (1928)           | Велика Британія    | 4 890        |                                                                                                  |
| Culebra (1919)            | Велика Британія    | 3 044        |                                                                                                  |
| Dimitrios Chandris (1910) | Королівство Греція | 4 643        | повернулося до порту                                                                             |
| Grelrosa (1914)           | Велика Британія    | 4 574        | відстало, 28 січня потоплено патрульним літаком Fw 200 «Condor»                                  |
| King Robert (1920)        | Велика Британія    | 5 886        | 29 січня 1941 року потоплено U-93                                                                |
| Kul (1907)                | Норвегія           | 1 310        |                                                                                                  |
| Kyriakoula (1918)         | Королівство Греція | 4 340        |                                                                                                  |
| Merchant Royal (1928)     | Велика Британія    | 5 008        |                                                                                                  |
| Penhale (1924)            | Велика Британія    | 4 071        |                                                                                                  |
| Rockpool (1927)           | Велика Британія    | 4 892        | 1 лютого сів на мілину на острові Літтл Кумбра; відновлений та уведений до строю як Empire Trent |
| Rushpool (1928)           | Велика Британія    | 5 125        | 30 січня 1941 року потоплено U-94                                                                |
| Ruth I                    | Норвегія           | 3 531        |                                                                                                  |
| Sesostris                 | Єгипет             | 2 962        | 29 січня 1941 року потоплено U-106                                                               |
| Shirvan (1925)            | Велика Британія    | 6 017        |                                                                                                  |
| Snar (1920)               | Норвегія           | 3 176        | сів на мілину біля канадського берега                                                            |
| Stad Arnhem (1920)        | Нідерланди         | 3 819        |                                                                                                  |
| Tovelil (1925)            | Велика Британія    | 2 225        |                                                                                                  |
| Varanger (1925)           | Норвегія           | 9 305        |                                                                                                  |
| Vestland (1916)           | Норвегія           | 1 934        |                                                                                                  |
| Vigsnes (1930)            | Норвегія           | 1 599        |                                                                                                  |
| W B Walker (1935)         | Велика Британія    | 10 468       | 29 січня 1941 року потоплений U-93                                                               |
| West Wales (1925)         | Велика Британія    | 4 353        | 29 січня 1941 року потоплений U-94                                                               |
| Winkleigh (1940)          | Велика Британія    | 5 468        |                                                                                                  |

### Кораблі ескорту
| Назва                      | Прапор                                  | Тип корабля                          | Прим.               |
| -------------------------- | --------------------------------------- | ------------------------------------ | ------------------- |
| «Антілоуп»                 | Військово-морські сили Великої Британії | ескадрений міноносець типу «A»       | 27-31 січня         |
| «Ентоні»                   | Військово-морські сили Великої Британії | ескадрений міноносець типу «A»       | 27-31 січня         |
| «Ерроухед»                 | Військово-морські сили Канади           | корвет типу «Флавер»                 | 12 січня            |
| «Ауранія»                  | Військово-морські сили Великої Британії | океанський лайнер/допоміжний крейсер | 12-26 січня         |
| «Хізер»                    | Військово-морські сили Великої Британії | корвет типу «Флавер»                 | 26 січня — 1 лютого |
| «Джекал»                   | Військово-морські сили Великої Британії | ескадрений міноносець типу «J»       | 29 січня            |
| HMT Lady Madeleine (FY283) | Військово-морські сили Великої Британії | протичовновий траулер                | 26-31 січня         |
| «Пегасус»                  | Військово-морські сили Великої Британії | гідроавіаносець                      | 26-31 січня         |
| «ПІкоті»                   | Військово-морські сили Великої Британії | корвет типу «Флавер»                 | 26 січня — 1 лютого |
| «Сардонікс»                | Військово-морські сили Великої Британії | ескадрений міноносець типу «S»       | 29-30 січня         |
| «Скімітар»                 | Військово-морські сили Великої Британії | ескадрений міноносець типу «S»       | 29-30 січня         |

## Підводні човни Крігсмаріне, що брали участь в атаці на конвой[1]
| Назва | Тип  | Командир                          | Результати атаки                                        | Прим. |
| ----- | ---- | --------------------------------- | ------------------------------------------------------- | ----- |
| U-93  | VIIC | капітан-лейтенант Клаус Корт      | 29 січня потопив King Robert, W.B. Walker та Aikaterini |       |
| U-94  | VIIC | капітан-лейтенант Герберт Куппіш  | 29 січня потопив West Wales та 30 січня Rushpool        |       |
| U-106 | IX B | оберлейтенант-цур-зее Юрген Естен | 29 січня потопив Sesostris                              |       |